# Szkolnictwo jezuickie w Polsce

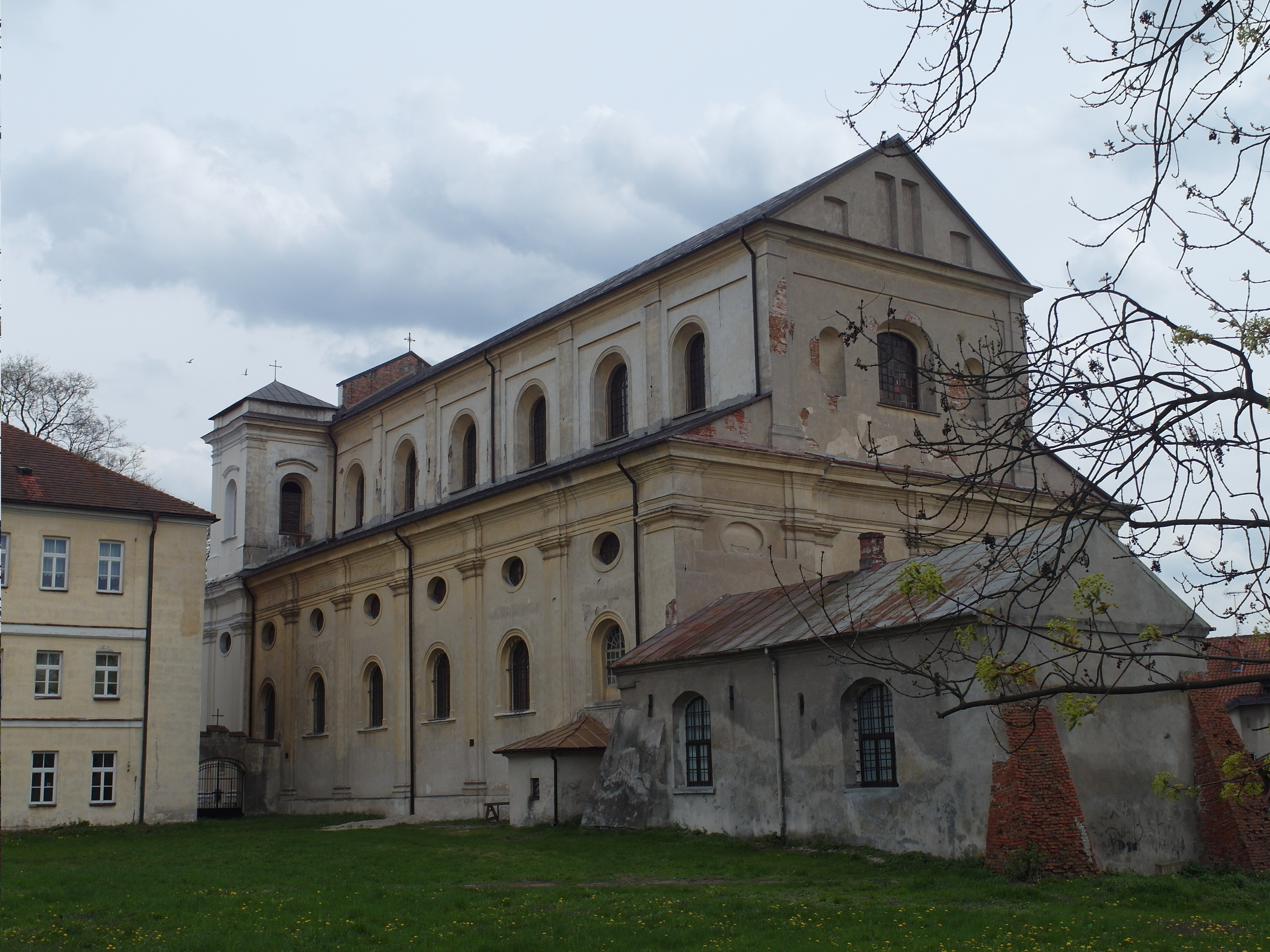
Kościół Świętych Apostołów Piotra i Pawła w Pułtusku wraz z budynkiem Kolegium jezuitów w Pułtusku

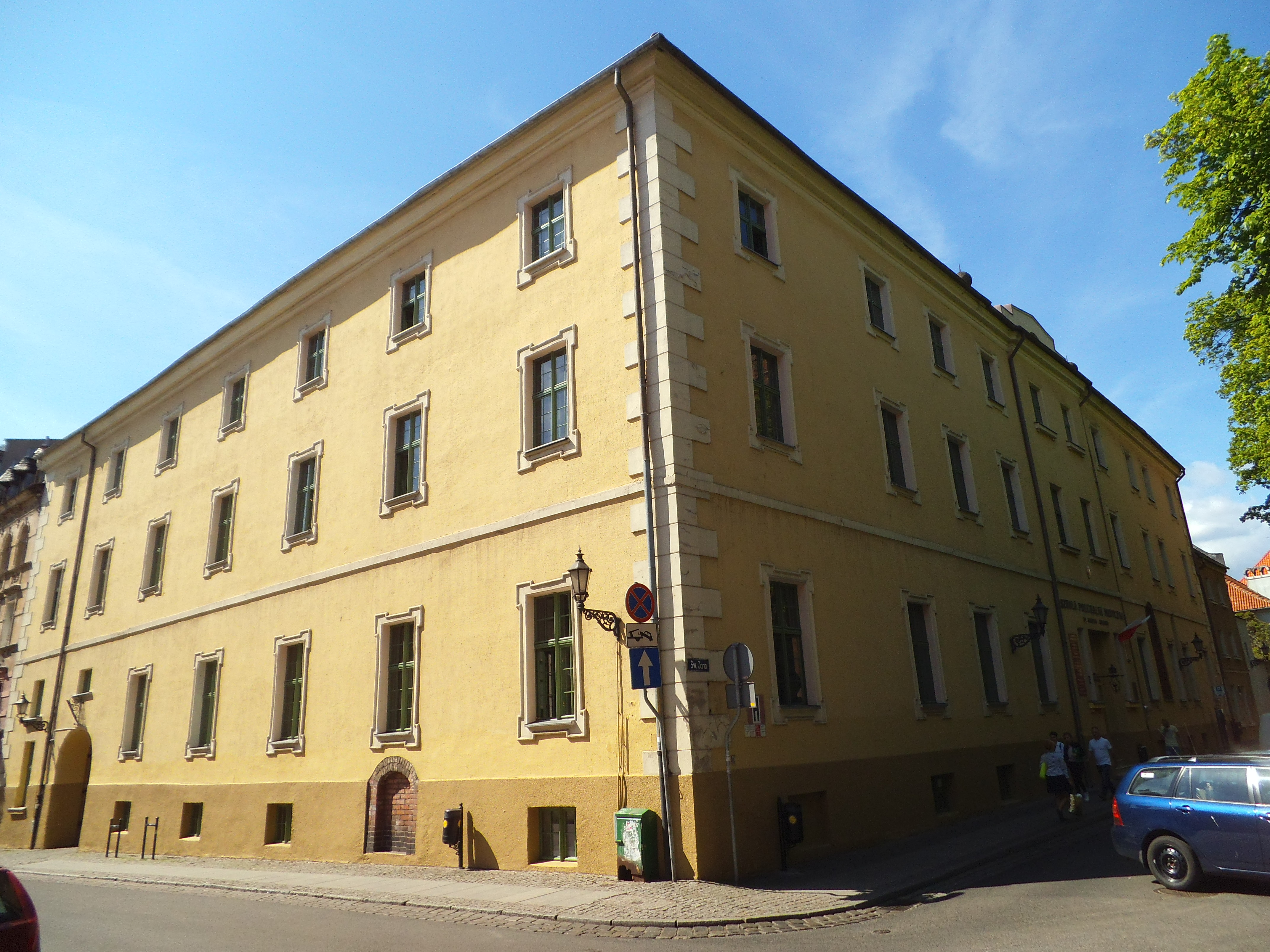
Dawna siedziba Kolegium jezuickiego w Toruniu

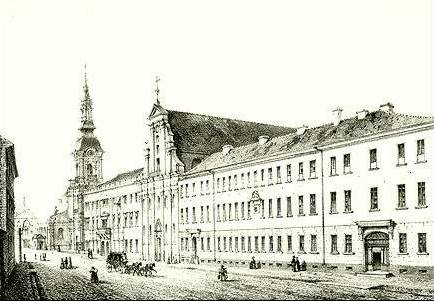
Kolegium jezuitów w Kaliszu, 1858

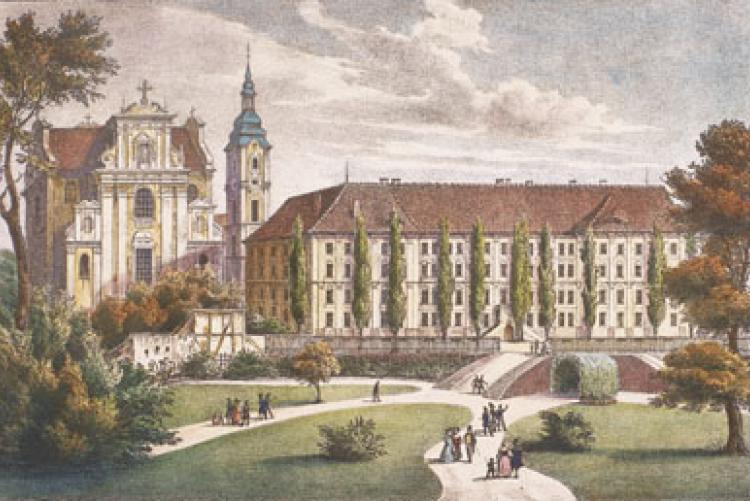
Kolegium jezuitów w Poznaniu, 1833

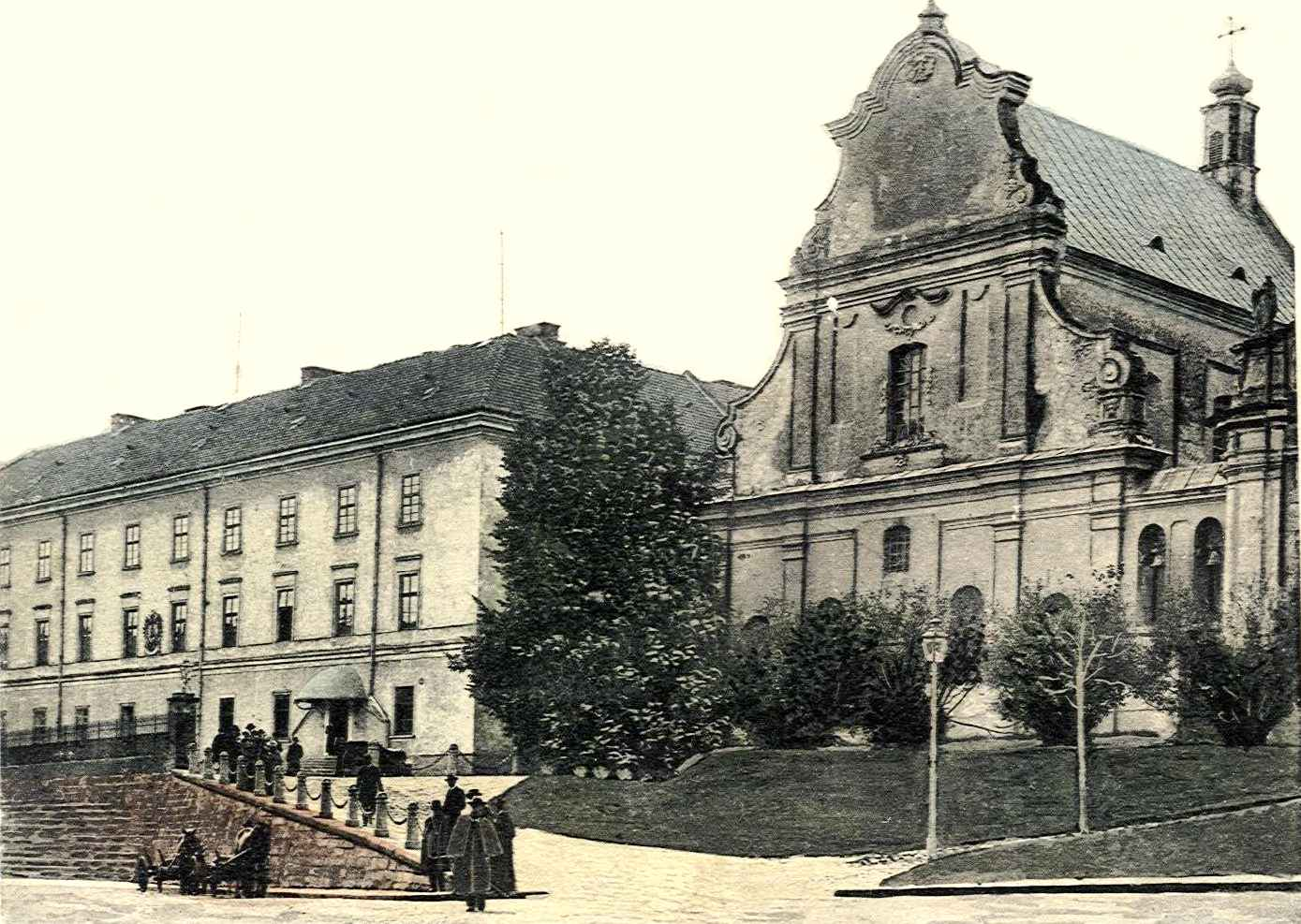
Jezuickie kolegium (późniejszy Uniwersytet) oraz kościół św. Mikołaja we Lwowie

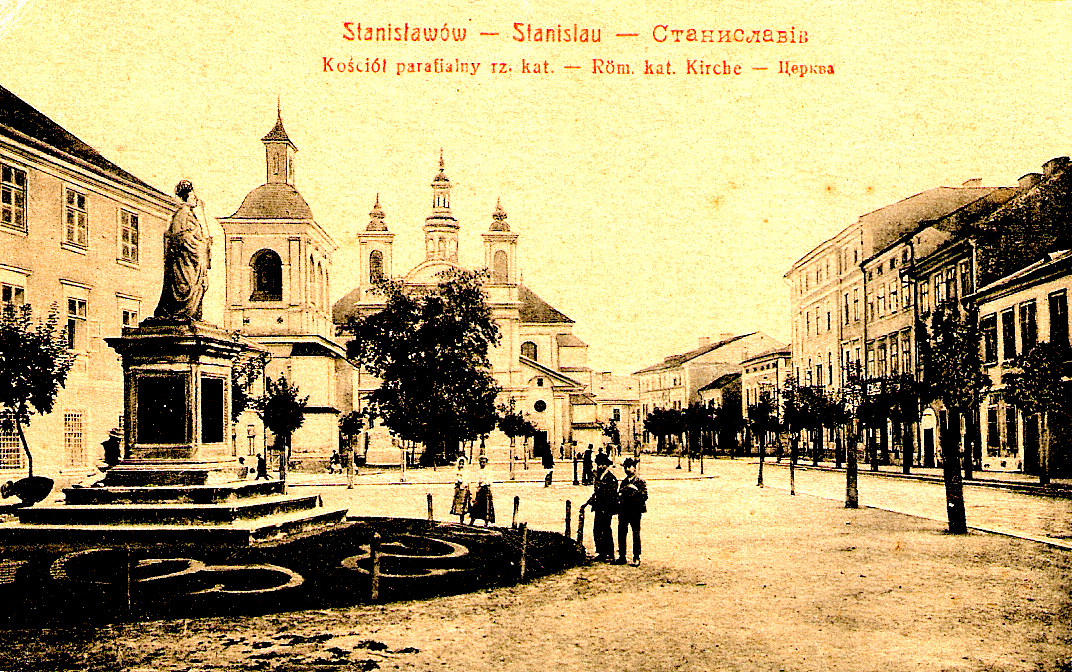
Kolegium jezuickie w Stanisławowie (dziś: Iwano-Frankiwsk, budynek z lewej)

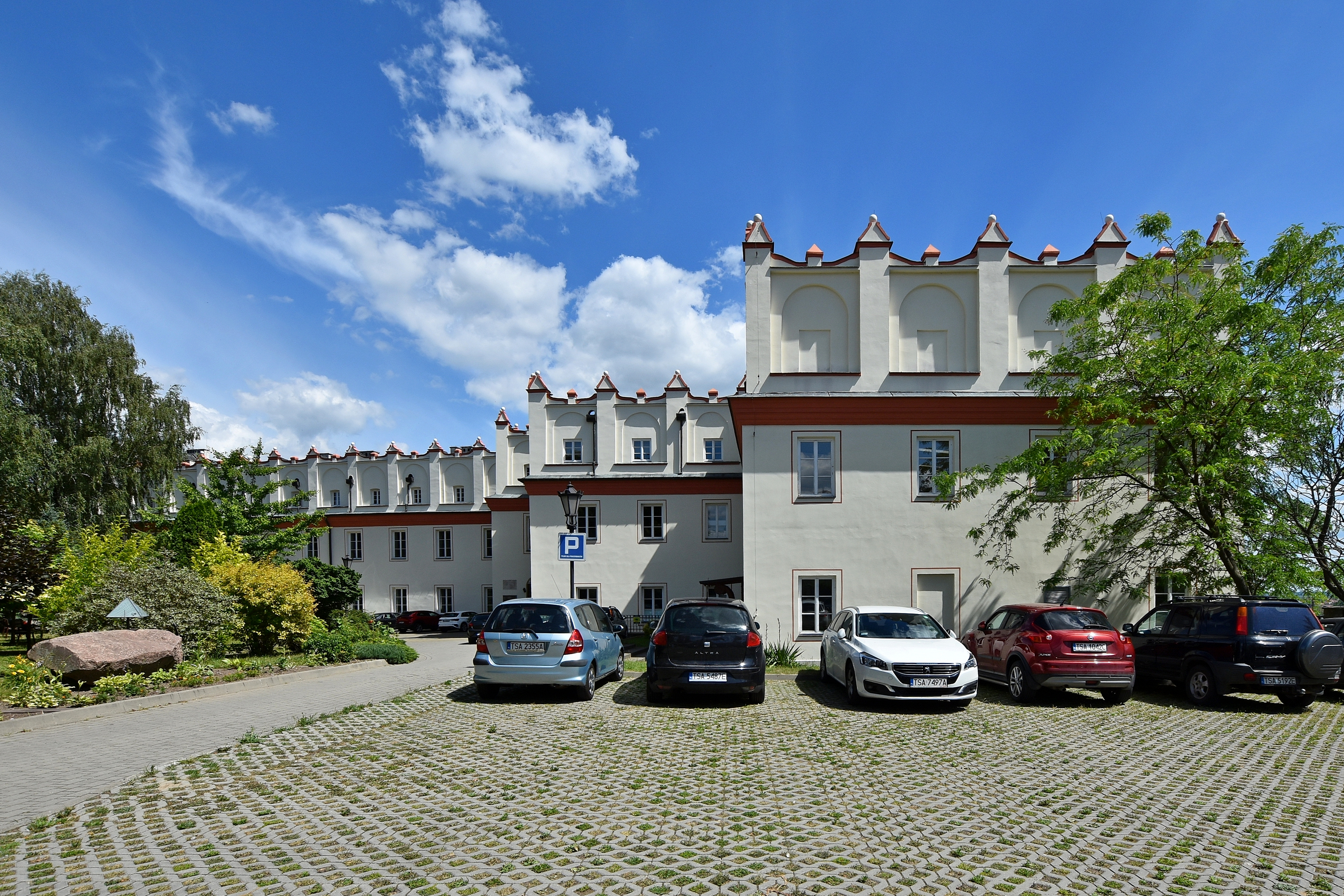
Kolegium jezuitów w Sandomierzu

Szkoły jezuickie – szkoły prowadzone przez zakon jezuitów, w Polsce od 1565 r. Pojawienie się kolegiów jezuickich (wraz z pijarskimi i teatyńskimi) było przełomem w dziedzinie edukacji. Pośród innych placówek oświatowych uważane za najlepsze, kolegia jezuickie rozwijały się najszybciej. Po ogłoszeniu w 1773 roku kasaty zakonu jezuitów w Rzeczypospolitej, zarząd nad szkołami i majątkami przejęła Komisja Edukacji Narodowej, w której działalność włączyło się wielu dawnych jezuitów.

## Historia
Do Polski sprowadził zakon jezuitów biskup warmiński Stanisław Hozjusz, w roku 1564, fundując im Kolegium jezuitów w Braniewie (Collegium Hosianum). Następne kolegia jezuickie powstały w Pułtusku (1566), Wilnie (1570) i Poznaniu (1575). Do końca XVI wieku na ziemiach Rzeczypospolitej powstało 12 kolegiów.
1 kwietnia 1579 roku król Stefan Batory nadał kolegium jezuickiemu w Wilnie statut uniwersytecki. Nowa szkoła pod nazwą Akademii Wileńskiej była pierwszą szkołą wyższą w Wielkim Księstwie Litewskim i drugą w Rzeczypospolitej (po Krakowie). Pierwszym rektorem placówki był Piotr Skarga, a wykładali często cudzoziemcy, m.in. Anglik, James Bosgrave. W 1661 powstała jezuicka Akademia Lwowska. Jedno z wiodących kolegiów znajdowało się w Poznaniu (kolegium poznańskie), jednak przyznawane mu przywileje akademickie były blokowane przez konkurencyjną Akademię Krakowską.
Fundatorami kolegiów jezuickich byli zazwyczaj przedstawiciele rodów magnackich i możnych rodów szlacheckich. Pierwsze kolegium jezuickie na Rusi Czerwonej ufundowała w Jarosławiu w 1574 Zofia z Odrowążów Tarnowska. Anna Chodkiewiczowa, żona Jana Karola Chodkiewicza przekazała jezuitom w 1625 kolegium w kolegium jezuitów w Ostrogu. Mikołaj Krzysztof Radziwiłł w 1582 ufundował kolegium jezuitów w Nieświeżu, a jego brat Stanisław Radziwiłł przekazał na rzecz Akademii Wileńskiej wieś Łukiszki. Natomiast jego syn Albrycht Radziwiłł ufundował w 1631 kolegium jezuitów w Pińsku. Lew Kazimierz Sapieha założył kolegium jezuitów w Brześciu. Kazimierz Leon Sapieha wspierał jezuitów w Grodnie i Wilnie. Janusz Wiśniowiecki, kasztelan krakowski, ufundował Krzemieńcu, a jego brat Michał Wiśniowiecki, hetman wielki litewski, uposażył jezuitów w Pińsku i Słonimiu. Marcjan Ogiński ufundował kolegium jezuitów w Mińsku, Michał Potocki fundował kolegium w Nowogródku, a w 1617 Stanisław Żółkiewski sprowadził jezuitów do Baru, gdzie tamtejsze kolegium wspierał nowymi nadaniami Stanisław Koniecpolski. Aleksander Korwin Gosiewski, wojewoda smoleński, założył jezuitom kolegium w Witebsku. Szczepan Gostomski zapoczątkował powstanie kolegium w Sandomierzu w 1602, a Piotr Bal w 1619 założył kolegium w Krośnie. Stanisław i Paweł Wolscy ufundowali w 1612 kolegium w Rawie Ruskiej.
W 1608 roku odrębną prowincję polską podzielono na prowincję polską i litewską (do której włączono Warmię i Mazowsze). W połowie XVII wieku w obu tych prowincjach istniało około 40 szkół. W drugiej połowie XVII wieku kolegia jezuickie dotknął przejściowy kryzys spowodowany wojnami kozackimi, najazdem Szwedów i wojną z Rosją. Po ustaniu wojen szkolnictwo jezuickie przeżyło ponowny rozkwit.
W XVIII wieku utworzono jezuickie kolegia szlacheckie w kilku dalszych miastach:

- 1746: Kalisz,
- 1749: Lwów,
- 1751: Wilno i Ostróg,
- 1752: Warszawa[2],
- 1753: Lublin,
- 1756: Poznań.

Skupiały one wyróżniających się pedagogów (m.in.: Jan Chrzciciel Albertrandi, Jan Bielski, Franciszek Bohomolec, Józef Boreyko, Józef Karsznicki, Adam Tadeusz Naruszewicz, Józef Feliks Rogaliński, Karol Wyrwicz, Franciszek Paprocki (1723-1805), Michał Kociełkowski, Tomasz Skierzyński).
W czasie kasaty zakonu w 1773 roku, w Polsce było 2362 zakonników w 4 prowincjach, mających pod swoją opieką 137 placówek, które przeszły pod zarząd państwa, a dokładniej, powołanej wówczas Komisji Edukacji Narodowej. Liczba kolegiów wynosiła 51, szkół było 66 (w tym szkół wyższych z filozofią i teologią 23), konwiktów szlacheckich 15, seminariów duchownych 2, akademii 2.

### Kolegia jezuitów w I Rzeczypospolitej
| Miejsce                         | Data powstania | Zamknięcie                                                          | Uwagi                                                                     | Przypis       |
| ------------------------------- | -------------- | ------------------------------------------------------------------- | ------------------------------------------------------------------------- | ------------- |
| Bar                             |                |                                                                     |                                                                           | [ 4 ]         |
| Braniewo (Collegium Hosianum)   | 1565           | 1780 przekształcone w Gymnasium Academikum                          | jako kolegium w Brunsberdze                                               | [ 5 ] [ 6 ]   |
| Pułtusk                         | 1566           | 1781 przekazane benedyktynom                                        |                                                                           | [ 5 ] [ 7 ]   |
| Wilno                           | 1570           | Po 1780 kontynuowało działalność jako niejezuicka Akademia Wileńska | W 1579 przekształcone w kolegium akademickie w Wilnie (Akademię Wileńską) | [ 5 ] [ 8 ]   |
| Poznań                          | 1572           | 1773                                                                |                                                                           | [ 5 ] [ 9 ]   |
| Jarosław                        | 1575           | 1773                                                                |                                                                           | [ 5 ] [ 10 ]  |
| Połock                          | 1582           | Po I rozbiorze Polski przekształcone w Akademię Połocką (1812)      |                                                                           | [ 11 ] [ 12 ] |
| Ryga                            | 1582           | 1621, po podboju szwedzkim miasta                                   |                                                                           | [ 13 ] [ 14 ] |
| Dorpat                          | 1586           | 1625, po podboju szwedzkim miasta                                   |                                                                           | [ 13 ] [ 15 ] |
| Wenden                          | 1614           | 1625, po podboju szwedzkim miasta                                   |                                                                           | [ 16 ]        |
| Lublin                          | 1582           | 1773                                                                |                                                                           | [ 11 ] [ 17 ] |
| Kalisz (Kolegium Karnkowskiego) | 1583           | 1773                                                                |                                                                           | [ 11 ] [ 18 ] |
| Nieśwież                        | 1584           | 1773                                                                |                                                                           | [ 11 ] [ 19 ] |
| Stare Szkoty (Gdańsk)           | 1621           | 1780                                                                |                                                                           | [ 20 ]        |
| Kamieniec Podolski              | 1614           | 1773                                                                | Wstrzymanie działalności w latach 1672–1700                               | [ 21 ]        |
| Ksawerów                        |                | Zniszczone i zamknięte w 1648                                       |                                                                           | [ 11 ]        |
| Kijów                           |                | Zniszczone i zamknięte w 1649                                       |                                                                           | [ 11 ]        |
| Krzemieniec                     |                |                                                                     |                                                                           |               |
| Lwów                            | 1608           | 1773                                                                |                                                                           | [ 11 ] [ 22 ] |
| Kraków                          |                |                                                                     |                                                                           | [ 11 ]        |
| Przemyśl                        |                |                                                                     |                                                                           |               |
| Ostróg                          |                |                                                                     |                                                                           |               |
| Kroże                           |                |                                                                     |                                                                           |               |
| Słuck                           |                |                                                                     |                                                                           |               |
| Sandomierz                      |                |                                                                     |                                                                           |               |
| Toruń                           |                | 1786                                                                |                                                                           | [ 23 ]        |
| Krasnystaw                      |                | 1780                                                                |                                                                           | [ 23 ]        |
| Słonim                          |                | 1781                                                                |                                                                           | [ 23 ]        |
| Poszawsze                       |                | 1774                                                                |                                                                           | [ 23 ]        |
| Stanisławów                     |                |                                                                     |                                                                           |               |
| Warszawa                        | 1752           | 1773                                                                |                                                                           |               |
| Krosno                          |                |                                                                     |                                                                           |               |
| Lwów                            |                |                                                                     |                                                                           |               |
| Witebsk                         |                |                                                                     |                                                                           |               |
| Winnica                         |                |                                                                     |                                                                           | [ 4 ]         |
| Orsza                           |                |                                                                     |                                                                           |               |
| Dyneburg                        |                |                                                                     |                                                                           |               |

## Rodzaje szkół
- Szkoła pięcioklasowa łacińsko-grecka

Najbardziej rozpowszechnionym rodzajem szkoły była szkoła 5-klasowa, składająca się z trzech klas gramatyki, klasy poetyki i klasy retoryki. Przyjmowano doń chłopców 9–10 letnich, posiadających podstawową wiedzę w zakresie pisania i czytania po łacinie. Uczniowie byli podzieleni na klasy nie według wieku, lecz wyuczonego materiału: przechodzili do następnych klas indywidualnie, w zależności od zdobytych umiejętności. Były to odpowiedniki szkoły średniej.
- Szkoła 5-klasowa z dodatkowym kursem filozofii

Drugi typ reprezentowały szkoły o charakterze uczelni wyższych, które obok 5 klas niższych posiadały jeszcze 2- lub 3-letni kurs filozofii, obejmujący również matematykę i fizykę.
- Szkoła 5-klasowa z dodatkowym kursem filozofii i teologii

W tym typie była to szkoła z klasami niższymi, trzyletnim kursem filozofii i czteroletnim kursem teologii. Niektóre z tego typu szkół posiadały status akademicki z prawem nadawania stopni naukowych.
Oprócz trzech wymienionych rodzajów szkół jezuici prowadzili również: alumnaty papieskie, seminaria diecezjalne, bursy muzyczne, konwikty szlacheckie (collegia nobilia) oraz seminaria nauczycielskie podzielone na dwuletni nowicjat i dwuletnie studia humanistyczne. Pierwsze seminarium nauczycielskie powstało w Pułtusku w 1571 roku.
Jezuici nie organizowali szkół elementarnych (uczących czytania i pisania), koncentrowali się na szczeblu średnim, wykorzystując w nauczaniu tzw. modus parisiensis, czyli podział uczniów na klasy realizujące przepisany program nauczania.

## Cele i zasady nauczania
Szkolnictwo jezuickie nie zalecało nadmiernych rozmyślań, wychodząc z założenia, że prawda jest już znana, gotowa, podana ludzkości w systemie nauki katolickiej i filozofii Arystotelesa, a obowiązkiem uczniów jest ją sobie przyswoić.
Jezuici byli praktykami pedagogiki. Od 1599 roku aż do kasacji zakonu w 1773 roku wszystkie typy szkół jezuickich posługiwały się jednolitym programem nauczania tzw. Ratio studiorum, opracowanym na zlecenie generała jezuitów Klaudiusza Acquavivy, zawartych w podręczniku Ratio et institutio studiorum Societas Jesu, który był sukcesywnie uwspółcześniany.
Nauczanie w szkole oparte było na gruntownym poznaniu łaciny i greki oraz teorii poezji i wymowy. Do nauki gramatyki łacińskiej używano podręcznika opracowanego przez Emmanuela Alvareza, który w owym czasie stanowił duże osiągnięcie dydaktyczne. Dużą wagę przywiązywano do umiejętności praktycznych. Nieobowiązkowo uczono hebrajskiego, niemieckiego i ruskiego oraz wykładano dialektykę, fizykę i matematykę. Studiowano również geografię, historię i filozofię.
Wysoki poziom nauczania, staranne wychowanie i stosowane metody dydaktyczne, a także bezpłatny charakter studiów przyciągał do szkół jezuickich również młodzież protestancką, co w dużej liczbie przypadków kończyło się przejściem na katolicyzm.
W całokształt procesu edukacyjnego włączano wykłady, przygotowywane przez studentów wprawki pisemne, teatr szkolny, chór, orkiestrę i organizacje religijno-społeczne (sodalicje mariańskie).

## Powrót szkolnictwa w zaborze austriackim

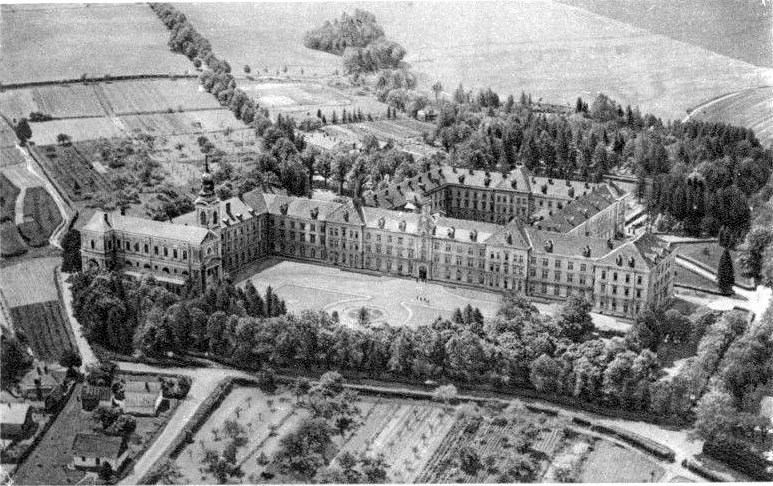
Chyrów, widok ogólny Collegium Jezuitów

W 1883 jezuici zakupili majątek Franciszka Topolnickiego w Bąkowicach w Galicji pod Chyrowem koło Przemyśla. Nowy zakład został założony z inicjatywy księży: Mariana Ignacego Morawskiego (1845-1901) i Henryka Jackowskiego (1834-1905). W 1886 został tam otwarty Zakład Naukowo-Wychowawczy Ojców Jezuitów, potocznie nazwany „Chyrów”.
Budynek zakładu wzniesiono według projektów Antoniego Łuszczkiewicza, a po jego śmierci Jana Zakrzewskiego. Rozbudowano go w pierwszych latach XX wieku według założeń Edgara Kovátsa. Było w nim 327 pokoi mieszkalnych i sal wykładowych, przeznaczonych dla 400 wychowanków.
Po odzyskaniu przez Polskę niepodległości i nastaniu II Rzeczypospolitej w latach 20. Gimnazjum funkcjonowało pod nazwą Konwikt św. Józefa w Chyrowie. Właścicielem szkoły pozostawała polska prowincja zakonu oo. jezuitów. Szkoła posiadała pełne prawa gimnazjum państwowego. Wówczas Gimnazjum było szkołą typu klasycznego. W 1926 w Gimnazjum było osiem klas z czternastoma oddziałami, w których uczyło się łącznie 471 uczniów wyłącznie płci męskiej. Zakład był uważany jako jedną z najlepszych szkół w Polsce, a nawet w Europie.

## Kontrowersje wokół szkolnictwa jezuickiego
Szkolnictwo jezuickie, podobnie jak wszystkie sfery życia, było krytykowane w literaturze sowizdrzalskiej i satyrycznej. Najbardziej znaną w literaturze polskiej satyrą był opublikowany anonimowo w 1625 roku pamflet Gratis Jana Brożka, profesora skłóconej z jezuitami Akademii Krakowskiej.
W XIX wieku ukazywały się w piśmiennictwie polskim różne krytyczne eseje na temat szkolnictwa jezuitów i ich szkodliwego wpływu na elity umysłowe w Polsce. Były one wzorowane na krytyce jezuitów przez uczonych Sorbony. Autorami tych opracowań byli m.in. Jan Alcyato, Jędrzej Moraczewski, Jan Nepomucen Janowski, Józef Łukaszewicz, Józef Muczkowski, Adrian Krzyżanowski i inni. Wychowanek jezuitów, autor słów hymnu państwowego Polski Józef Wybicki, w swoich pamiętnikach utrzymuje, że w szkole jezuickiej myśleć nie uczono, a nawet zakazywano.
Zarzucano jezuitom, że praktycznie zredukowali nauczanie do kształcenia „mówców łacińskich z zaniedbaniem kierunku realnego”, przy jednoczesnym pielęgnowaniu postawy afirmacji istniejącego porządku społeczno-politycznego w Polsce, a także uniżania się przed możnymi i szukania u nich protekcji. Podczas prac Komisji Edukacji Narodowej negatywnie oceniono działalność szkół jezuickich. Stwierdzono wówczas, że po skończeniu szkół jezuickich trzeba było w krótkim czasie choć po części nadgradzać, co się w przeciągu strawionych lat opóźniło.

## Współczesne szkoły jezuickie w Polsce
Jezuici w Polsce XXI-wiecznej prowadzili szkoły stopnia gimnazjalnego, licealnego oraz uczelnie wyższe:
- Zespół Szkół Jezuitów w Gdyni
- Jezuickie Centrum Edukacji – Gimnazjum i Liceum Jezuitów w Nowym Sączu
- Uniwersytet Ignatianum w Krakowie
- Wydział Teologiczny Bobolanum na Papieskim Wydziale Teologicznym w Warszawie
- Kostka. Publiczne Liceum Ogólnokształcące Jezuitów im. św. Stanisława Kostki w Krakowie (od 1.09.2017)[32].